# Dyrekcja Biletów Skarbowych

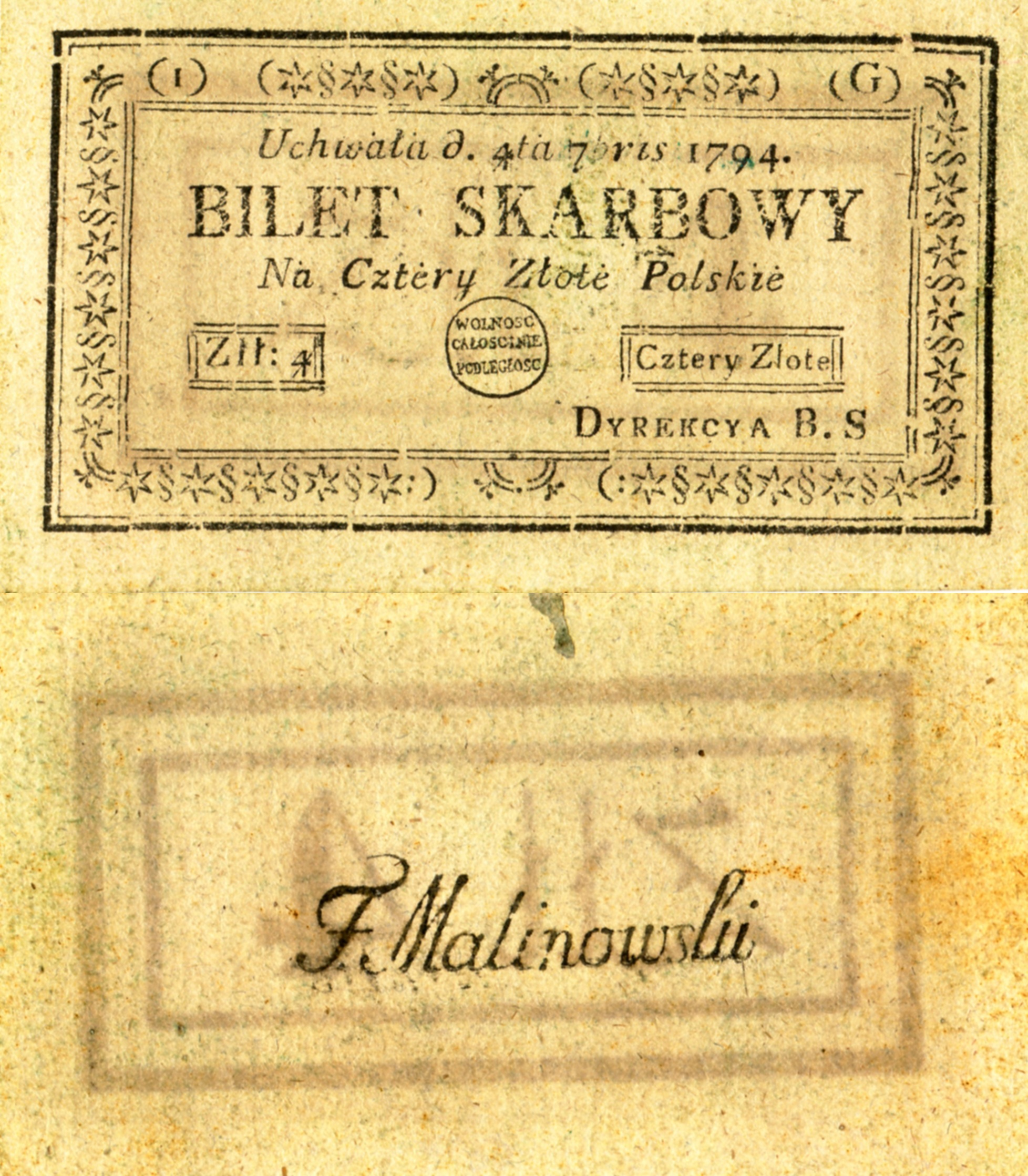
Bilet skarbowy z 1794 r., drukowany w Warszawie i emitowany podczas insurekcji kościuszkowskiej, wartości 4 złotych polskich.

Dyrekcja Biletów Skarbowych (Dyrekcja do Biletów Skarbowych) – pierwsza w Polsce instytucja, która wyemitowała pieniądze papierowe - bilety skarbowe tzw. asygnaty, działająca w czasie insurekcji kościuszkowskiej.
Pod koniec XVIII wieku Polska przeżywała trudności gospodarcze związane z brakiem pieniądza na rynku. Projekty wyemitowania biletów skarbowych, czyli pieniędzy papierowych nie udało się wcielić w życie, także w czasie Sejmu Czteroletniego. 
W czasie insurekcji kościuszkowskiej pojawił się problem finansowania powstania: powołano komisję do spraw zaciągnięcia pożyczki, przywrócono uchwalone przez Sejm a zniesione przez konfederację targowicką podatki oraz nałożone nowe. 
8 czerwca 1794 roku Rada Najwyższa Narodowa wydała uchwałę, na mocy której miano emitować bilety skarbowe na kwotę 60-72 mln złotych polskich. Za sfałszowanie miano przewidywano karę śmierci i konfiskatę całego majątku. 2 sierpnia 1794 roku Rada Najwyższa Narodowa ogłosiła ustawę "Organizacja Dyrekcji do biletów skarbowych", która regulowała kwestie związane z emisją biletów skarbowych oraz określiła techniczne szczegóły ich wykonania. Powołano siedmiu dyrektorów: trzech finansistów warszawskich m.in. Jerzego  Pothsa i czterech przedstawicieli magnaterii, m.in. Antoniego  Dzieduszyckiego.
Pierwsze pieniądze papierowe zostały puszczone w obieg 16 sierpnia 1794 roku, gdy Warszawa była oblężona przez wojska rosyjskie. Początkowo były to duże nominały od 5 do 1000 złotych, później wyemitowano nominały od 10 groszy do 4 złotych. Pod koniec insurekcji rozwiązano Dyrekcję Biletów Skarbowych i powołano Inspekcję Biletów Skarbowych, zarządzaną przez fachowców. Wobec nieufności ludności do nowego pieniądza bilety skarbowe zostały wycofane przed końcem insurekcji.
Ostatecznie wyemitowano asygnaty na kwotę 8 mln złp, które po upadku powstania przestały być prawnym środkiem płatnicznym i których nie wykupiono po upadku powstania. Fakt ten ugruntował w społeczeństwie opinię o niskiej wartości pieniądza papierowego.